# Cerynea trogobasis
Cerynea trogobasis là một loài bướm đêm trong họ Erebidae.